# Gefecht bei Möckern
Frühjahrsfeldzug 1813
Lüneburg – Möckern – Halle – Großgörschen – Gersdorf – Bautzen – Reichenbach – Nettelnburg – Haynau – Halberstadt – Luckau
Herbstfeldzug 1813

Großbeeren – Katzbach – Dresden – Hagelberg – Kulm – Dennewitz – Göhrde – Altenburg – Wittenberg – Wartenburg – Liebertwolkwitz – Leipzig – Torgau – Hanau – Hochheim – Danzig
Winterfeldzug 1814

Épinal – Colombey – Brienne – La Rothière – Champaubert – Montmirail – Château-Thierry – Vauchamps – Mormant – Montereau – Bar-sur-Aube – Soissons – Craonne – Laon – Reims – Arcis-sur-Aube – Fère-Champenoise – Saint-Dizier – Claye –  Paris
Sommerfeldzug von 1815

Quatre-Bras – Ligny – Waterloo – Wavre – Paris
Das Gefecht bei Möckern fand zwischen den Truppen des Kaiserreiches Frankreich und der preußisch-russischen Koalition während des Frühjahrsfeldzuges der Befreiungskriege am 5. April 1813 statt. Tatsächlich ist die historische Bezeichnung Gefecht bei Möckern irreführend, da es sich um drei Vorpostengefechte bei Dannigkow, Vehlitz und Zeddenick handelte. Hierbei errangen die alliierten Truppen unter General Ludwig Adolf Peter zu Sayn-Wittgenstein einen ersten größeren Sieg über zahlenmäßig überlegene französische Verbände, die von Napoleons Stiefsohn Eugène de Beauharnais geführt wurden. Dieser Sieg stärkte in der Folge die Moral der alliierten Seite.

## Vorgeschichte
Nach dem verheerenden Rückzug der französischen Grande Armée aus Russland kehrte Napoleon nach Frankreich zurück, um neue Truppen aufzustellen. Marschall Murat übernahm den Befehl über die verbliebenen französischen Verbände in Mitteleuropa und versuchte vergeblich, eine stabile Verteidigung gegen die nachrückende russische Armee zu organisieren. Im Februar 1813 übergab er das Kommando nach Differenzen mit dem Kaiser schließlich an Eugène de Beauharnais und reiste in seine Besitzungen in Italien ab. Diesem gelang es ebenso wenig, die Lage zu stabilisieren. Eugène wich von der Weichsel an die Oder aus, räumte im März Berlin und bezog schließlich eine Stellung entlang der Elbe.
Die russischen Truppen waren in Preußen eingerückt und hatten vorher das Herzogtum Warschau besetzt. Am 11. März standen sie in Berlin. Vielerorts hatte sich die Bevölkerung gegen die französischen Besatzungen erhoben. Doch erst am 16. März 1813 erklärte die preußische Regierung Frankreich formell den Krieg, nachdem die Streitkräfte bereits in der Mobilmachung begriffen waren. An Truppenstärke waren die verbündeten Preußen und Russen überlegen, da die Franzosen und die verbündeten Rheinbundstaaten, westlich der Elbe, zunächst neue Verbände aufstellen mussten. Napoleon drängte deshalb Eugène in zahlreichen Briefen, die Elbe-Linie zu halten, indem er mit seinen wenigen Truppen eine Offensivstellung östlich des Flusses einnehmen wollte. So wären die Verbündeten gezwungen, gegen diese exponierte Stellung vorzugehen und erst danach die strategisch wichtige Elbe-Saale-Linie zu überschreiten. Der unvermeidliche Zeitverlust sollte Napoleon ermöglichen, die neu aufgestellten bzw. neuformierten Verbände heranzuführen. Am 9. März 1813 schrieb er an Eugène:

„Wenn es eine schöne Stellung gibt, so ist es die vor Magdeburg, wo Sie in jedem Augenblicke drohen, den Feind anzugreifen, und von wo Sie ihn wirklich angreifen werden, wenn er nicht mit großer Macht erscheint.“

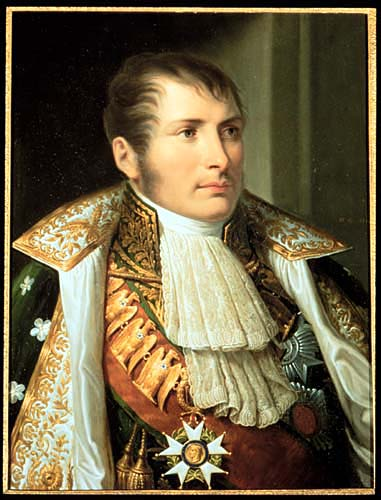
Eugène de Beauharnais (1810)

Wenige Tage später wiederholte er diese Anweisungen in einem Schreiben an General de Lauriston, Kommandeur des V. Korps, mit dem Zusatz, er möge bei Gelegenheit offensiv gegen den Feind vorgehen. Am 21. März 1813 brachte Eugène tatsächlich die Masse seiner Truppen östlich der Festung Magdeburg in Stellung. Doch bereits am 24. März wich er erneut zurück. Erst nachdem Napoleon ihn erneut gedrängt hatte, die Offensivstellung einzunehmen, rückte Eugène am 1. April wieder über die Elbe.
Zu diesem Zeitpunkt befanden sich 13.000 Russen unter dem Grafen von Wittgenstein und 10.000 Preußen vom Korps des Generals Yorck in Berlin. Von der Oder her befanden sich zudem die Korps von Bülow (ca. 12.000 Preußen) und die Brigade Borstell (ca. 5.000 Preußen) im Anmarsch. Wittgenstein, der den Oberbefehl führte, hatte die Order erhalten, sich nach Süden zu wenden, bei Roßlau die Elbe zu passieren und im Raum Leipzig die Vereinigung mit der Armee Marschall Blüchers zu suchen. Diese Bewegung hatte er bereits eingeleitet, wobei seine Flanke gegen die französische Truppenkonzentration um Magdeburg nur von den schwachen Kräften Borstells gedeckt wurde. Letztere wurden nun am 2. April 1813 vom französischen V. Korps (Lauriston) angegriffen und zurückgedrängt. Am 3. April gingen auch das französische XI. Korps (Grenier) und das Kavallerie-Korps Latour-Maubourg über die Elbe und drängten Borstells Truppen bis hinter Möckern zurück. Graf von Wittgenstein glaubte in dem Vorgehen Eugènes einen möglichen Offensivstoß gegen Berlin zu erkennen und gab daraufhin die Pläne zum Marsch nach Sachsen auf. Stattdessen erteilte er an alle ihm unterstehenden Korps den Befehl, sich gegen die stark ausgebaute Festung Magdeburg zu wenden. Die weit vorgerückte Brigade Borstell erhielt dagegen die Weisung, einer direkten Konfrontation vorläufig auszuweichen.
Am Morgen des 4. April 1813 setzten sich Borstells Truppen nach Gloine ab, Bülow erreichte Ziesar, das russische Korps Berg langte in Lietzo an, während Yorck in Zerbst stand. Wittgenstein plante zunächst noch, einen Tag abzuwarten, um seine Truppen zu sammeln. Am 6. April wollte er dann mit den Korps Bülow und Borstell die Front des Gegners durch einen Scheinangriff binden, während die Korps Yorck und Berg über Gommern in dessen Flanke stoßen sollten. Doch als am Morgen des 5. April die Nachricht eintraf, dass ein Rückzug der napoleonischen Streitkräfte auf Magdeburg geplant sei, befahl Wittgenstein unverzüglich den allgemeinen Angriff. Dazu konnte Wittgenstein etwa 20.050 Mann aufbieten, womit er den Franzosen zahlenmäßig weit unterlegen war.

## Gefechtsverlauf

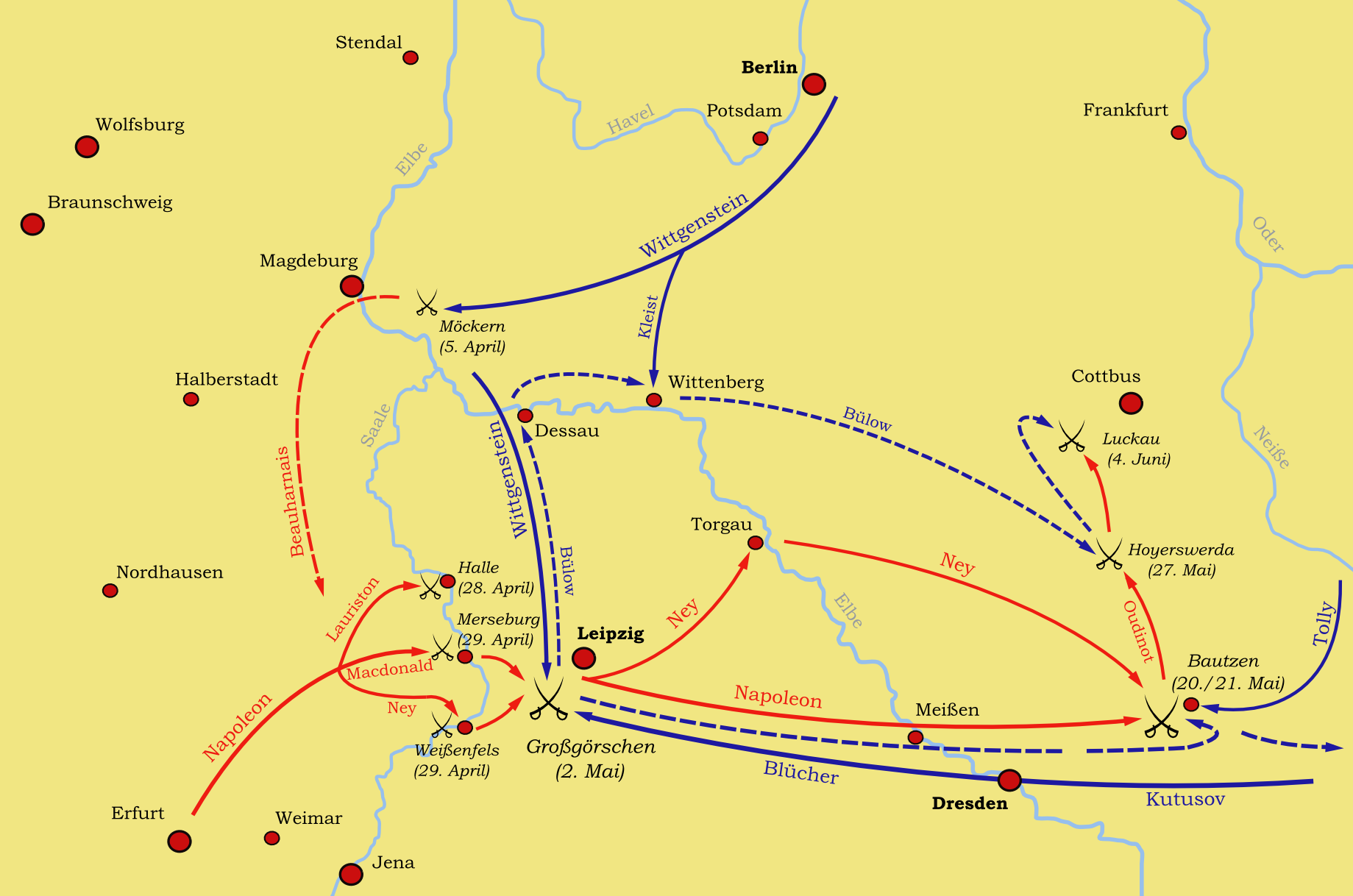
Übersichtsplan zum Frühjahrsfeldzug 1813

Am Morgen des 5. April 1813 hatten die französischen Verbände folgende Aufstellung genommen: Am rechten Flügel stand bei Wahlitz die Division Lagrange vom V. Korps (ca. 9500 Mann, 16 Geschütze), deren Vorauskommandos bis in die Orte Gommern und Dannigkow vorgeschoben waren. Im Zentrum befanden sich die drei Divisionen des XI. Korps (ca. 24.000 Mann, 46 Geschütze) bei Karith, Nedlitz und Büden und die 1. leichte Kavallerie-Division (800 Mann, 6 Geschütze) bei Zeddenick. Auf dem linken Flügel hatte sich die Division Maison des V. Korps (5000 Mann, 18 Geschütze) bei Woltersdorf formiert. Etwas weiter rückwärts befand sich noch die Division Rochambeau des V. Korps sowie bei Pechau die Garde-Division Roguet zur Deckung eines sumpfigen Engweges an den Zugängen nach Magdeburg. Noch vor dieser Stellung war das 1. Kavallerie-Korps bis an die Ehle vorgeschoben, einen kleinen Fluss, der für jeden Angreifer ein natürliches Hindernis darstellte. In Vehlitz und Dannigkow standen jeweils zwei Kompanien als Vorposten. Insgesamt verfügte Eugène damit auf dem Schlachtfeld über etwa 37.400 Mann.

### Die Kämpfe um Dannigkow
Auf dem linken Flügel der Alliierten ging am Vormittag des 5. April 1813 ab 11:00 Uhr das Korps Yorck gegen die französischen Stellungen vor. Die Avantgarde unter Generalleutnant Friedrich Heinrich Karl von Hünerbein bestand aus drei Bataillonen ostpreußischer Infanterie, zwei Schwadronen Husaren, dem Dragoner-Regiment Treskow, einigen Kosaken und 12 Geschützen. Hünerbein hatte Anweisung, den Feind zu beschäftigen und so am Ausweichen zu hindern, bis die Hauptkräfte des Korps heran waren.
Der General war seinerseits entschlossen, mit seinen begrenzten verfügbaren Kräften Dannigkow einzunehmen. In einem Bericht hielt er später fest:

„Nur war die Sache offenbar zur Ehrensache, zur heiligen Sache des Vaterlandes geworden, und ich konnte den Befehl, Gefecht zu vermeiden, nicht mehr befolgen; es war das erste ernsthafte Gefecht in diesem Kriege, und Sieg oder Tod mußte hier offenbar die Losung sein …“

Gegen 13:00 Uhr trafen die Husaren auf die Vorposten der Division Lagrange und warfen diese bis Dannigkow zurück. Dort erhielten sie jedoch Feuer von französischen Schützen und erlitten erste Verluste. Hünerbein entsandte die Schützen des ersten Bataillons, um den Ort zu nehmen, doch obwohl diese bis zur Ehle-Brücke vordrangen, gerieten sie bald in einen heftigen Häuserkampf. Die Schützen des zweiten Bataillons wurden zur Verstärkung herangezogen, doch auch mit deren Hilfe konnte Dannigkow nicht genommen werden.
Auf französischer Seite hatte Eugène aufgrund des weithin hörbaren Kanonendonners erkannt, dass bei Dannigkow ein ernsthafter Angriff erfolgte und mit weiteren gerechnet werden musste. Er befahl deshalb je zwei Bataillone zur Verstärkung nach Dannigkow, Vehlitz und Zeddenick. Bis dahin erhielten die französischen Truppen im Ort (zwei, später drei Kompanien des 134. Linieninfanterie-Regiments) Feuer von vier preußischen Geschützen, die mittlerweile aufgefahren waren.

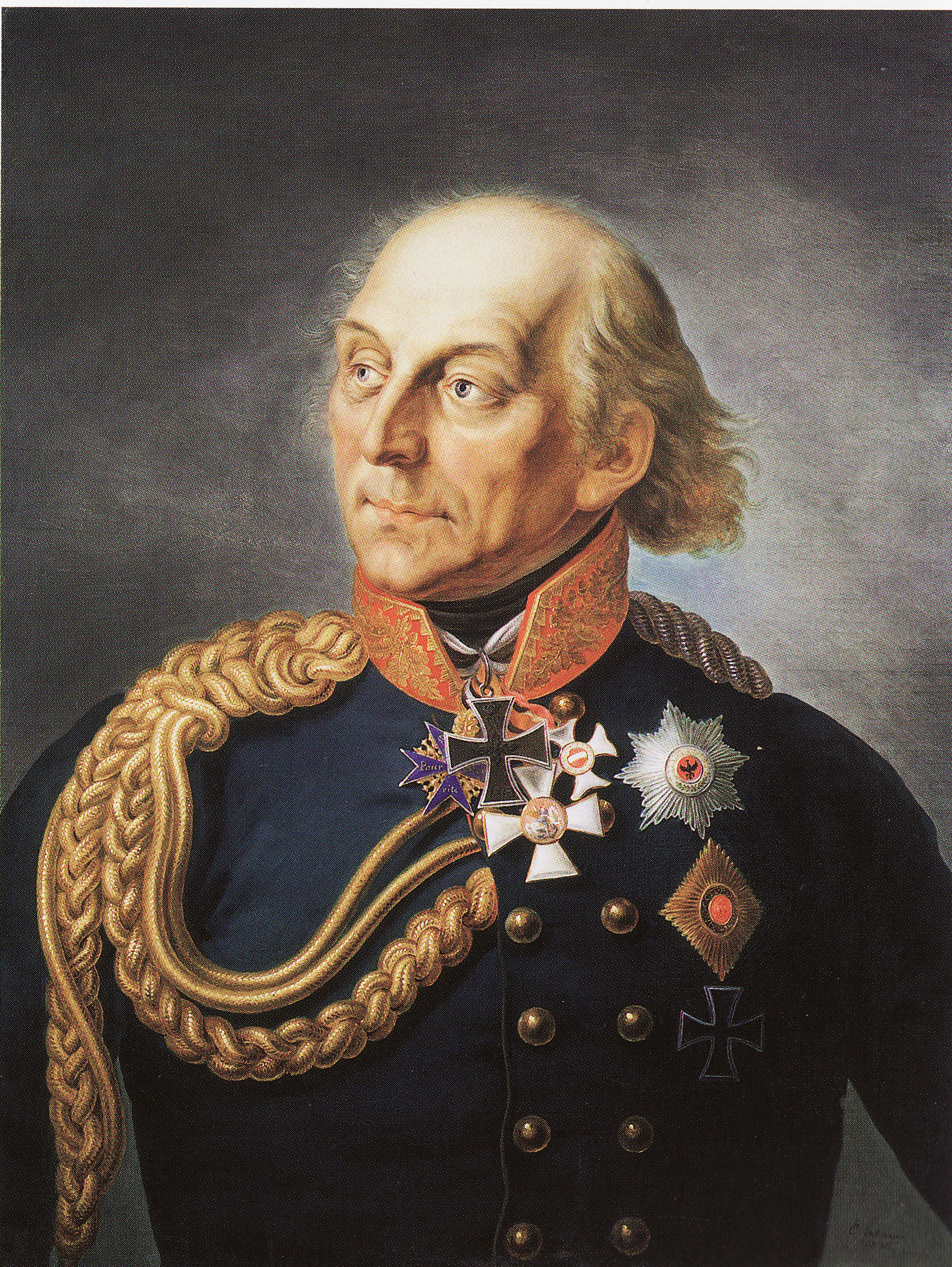
General Yorck; Gemälde von Ernst Gebauer

Hünerbein ließ nun unter dem Major Lobenthal zwei ostpreußische Infanterie-Bataillone zum Angriff antreten. Die Franzosen wehrten den ersten Sturm ab, aber der zweite warf sie schließlich nach einem heftigen Nahkampf aus dem Ort. Sie versuchten sich auf dem offenen Gelände jenseits Dannigkow zu sammeln, doch eine Bajonettattacke warf sie erneut zurück. Major Lobenthal entschloss sich gegen 16:00 Uhr, in das Dorf zurückzugehen, um sich auf dem offenen Gelände nicht dem Angriff der überlegenen französischen Artillerie und Kavallerie auszusetzen. Zu diesem Zeitpunkt hatten beide Bataillone etwa 100 Tote und Verwundete.
Gleichzeitig war das Gros des Korps Yorck mit sechs Bataillonen und dem Dragoner-Regiment Jürgaß, bei dem sich auch Graf von Wittgenstein befand, bei Leitzkau eingetroffen. Auf die Nachricht von der Heftigkeit der Kämpfe wurden zwei weitere Infanterie-Bataillone und einige Artillerie-Batterien nach Dannigkow gesandt. Doch an diesem Tag kam es nur noch zu einer wechselseitigen Kanonade der preußischen und französischen Truppen. Gegenüber der versammelten Division Lagrange war ein weiteres preußisches Vorgehen aussichtslos.
Eine weitere Kolonne, bestehend aus einem Füsilier-Bataillon und 20 Husaren unter dem Major Crammon, wurde von Hünerbein gleich zu Beginn des Gefechtes zur Umgehung der französischen Stellung über Dornburg auf Gommern angesetzt. Zu Anfang kam diese Abteilung gut voran, warf die französischen Vorposten aus einem kleinen Fichtenwald zurück und drang danach in Gommern ein. Doch nun führten die Franzosen zwei Infanterie-Bataillone und zwei Schwadronen Kavallerie heran und gingen zum Gegenangriff über. Die Preußen zogen sich in den Fichtenwald zurück und verteidigten sich dort. In den folgenden Stunden kam es hier zu brutalen Kämpfen, in denen auch gefangene Franzosen getötet wurden, wie Major Crammon später lapidar feststellte, weil sie „kein Pardon nehmen wollten und die Zeit zu kurz war, um sich noch länger mit ihnen abzugeben.“ Ähnliches hatte sich bereits in Dannigkow abgespielt, wo keine Gefangenen gemacht worden waren.

### Die Kämpfe um Vehlitz

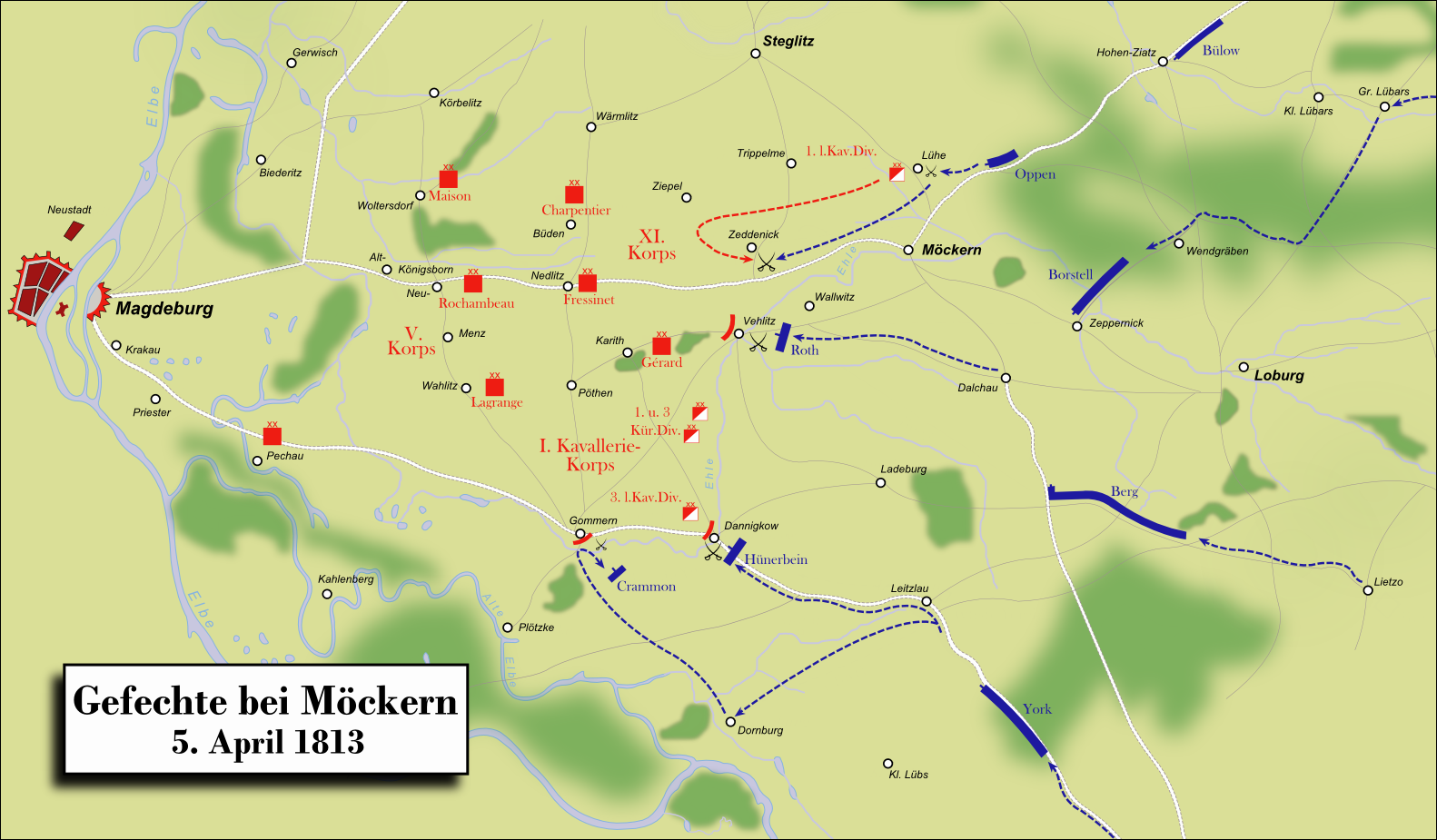
Übersichtskarte zu den Gefechten am 5. April 1813

Etwas weiter nördlich von Dannigkow war die Avantgarde des Korps Berg unter General Roth vorgegangen und hatte gegen etwa 16:00 Uhr nahe dem Ort Vehlitz Feindberührung. Im Gegensatz zum Kampf um Dannigkow verhinderte hier allerdings das schwierige Gelände die Entwicklung eines größeren Gefechtes. Stattdessen duellierte sich hier die Artillerie beider Seiten. Die französischen Truppen der Brigade Zucchi der Division Gerard hatten bei Vehlitz vier Bataillone und vier Geschütze in Stellung gebracht und Géneral Grenier, der kommandierende General des XI. Korps, war selbst auf das Schlachtfeld geeilt, um die Verteidigung zu leiten.
Gegen 18:00 Uhr näherte sich jedoch die Infanterie der Brigade Borstell, welche von Gloine aus über Wendgräben herangekommen war. General von Borstell ließ seine Truppen (4 preußische Bataillone) unverzüglich zum Angriff übergehen, der von Norden und Süden angesetzt wurde. Zwei preußische Artillerie-Batterien fuhren zudem auf und unterstützen dieses Vorgehen. Zusätzlich kam weitere Unterstützung von zwei russischen Bataillonen der Division Berg. Links von Vehlitz ging das Füsilier-Bataillon des 4. Ostpreußischen Infanterieregiments unter Major von Bülow über die Ehle. Es schwenkte nach Norden und drang mit seinen Tirailleuren in dem Ort ein, wobei es zwei Geschütze einnahm.
Die linke Flanke deckte ein Bataillon des russischen 26. Jäger-Regiments und das russische Miliz-Bataillon Olonetz-Wologda. Der russische General Roth erkannte die günstige Gelegenheit und ersuchte das zum Schutz der preußischen Artillerie zurückgebliebene Grenadier-Bataillon des 1. Pommerschen Infanterieregiments, ebenfalls frontal über die Ehle-Brücke anzugreifen. Dieser Angriff war erfolgreich und brachte das Dorf unter alliierte Kontrolle. Nördlich von Vehlitz gingen das 1. und 2. Bataillon des 1. Pommerschen Infanterieregiments unter den Majoren von Schon und von Creilsheim über die Ehle, mussten sich auf dem jenseitigen Ufer allerdings erst wieder sammeln.

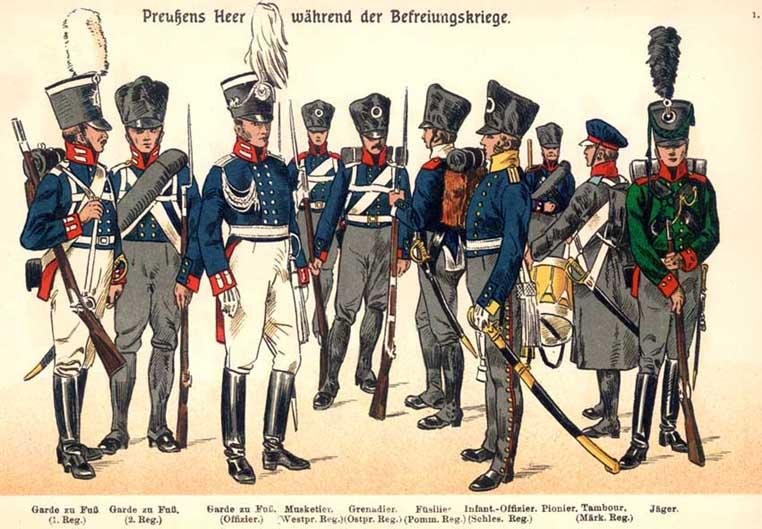
Preußische Soldaten 1813; aus dem Uniformwerk von Richard Knötel (1883)

In diesem Augenblick unternahm die französische Kavallerie (ca. 800 Lanciere, Chasseurs und Husaren) einen Gegenangriff gegen die beiden Bataillone des 1. Pommerschen Infanterieregiments nördlich von Vehlitz. In den preußischen Reihen war man sich nicht sicher, ob es sich um französische oder russische Reiter handelte, und als man sie als Feinde erkannte, war es zu spät, um noch eine Karreeformation einzunehmen. Das II. Bataillon formierte deshalb kurz eine Linie und ließ das dritte Glied auf nur 50 Schritte Entfernung eine Salve abfeuern. Die französische Kavallerie geriet dadurch in Unordnung und teilte sich. Ein Teil schwenkte um Vehlitz herum und warf dort das Füsilier-Bataillon zurück. Der andere Teil sprengte durch die beiden preußischen Bataillone sowie die Ehle und erreichte jenseits ein Fichtenwäldchen. Dort wurden sie von zwei frischen Schwadronen des preußischen Dragoner-Regiments Königin angegriffen und aufgerieben. Allein hier wurden 115 Franzosen gefangen genommen.
Nachdem dieser Gegenangriff gescheitert war, eroberte das preußische Grenadier-Bataillon Vehlitz. Nunmehr gingen alle verfügbaren Kräfte gegen den dahinter liegenden Windmühlenberg vor, den zwei Bataillone der italienischen Brigade Zucchi verteidigten. Erst unter größeren Verlusten gelang es den Alliierten unter General von Borstell, den Hügel einzunehmen, nachdem die Italiener eine Aufforderung zur Kapitulation abgelehnt hatten. Die französischen Kräfte zogen sich bei Einbruch der Dunkelheit nach Nedlitz zurück. Die preußisch-russischen Truppen richteten sich um Vehlitz zur Verteidigung ein und schließlich brach Dunkelheit herein. Auch Géneral Grenier wurde während des Gefechtes durch eine Musketenkugel im Gesicht schwer verwundet.

### Die Kämpfe bei Zeddenick

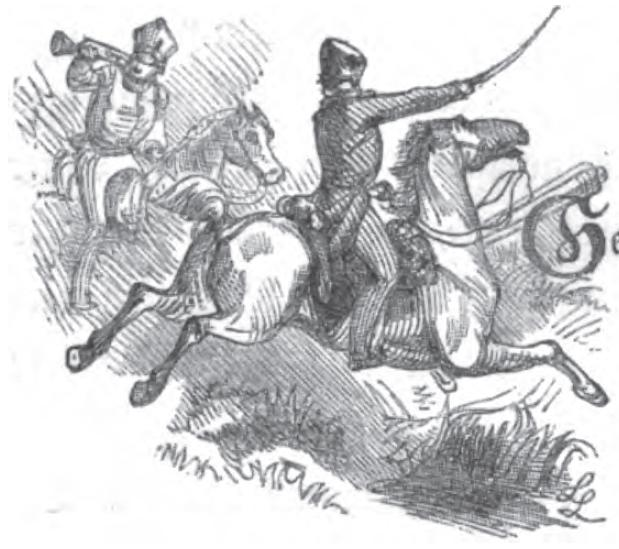
Major von Platen im Gefecht nahe Zeddenick aus einem Buch von 1864

Das Korps Bülow war gegen 16:00 Uhr mit der Avantgarde unter General von Oppen (Dragoner-Regiment Platen, vier Schwadronen Husaren – je 2 Schwadronen vom 1. und 2. Leib-Husaren-Regiment, ein Füsilier-Bataillon, einige Kosaken) bis Möckern herangekommen. Die Kosaken warfen die gegnerischen Voraustruppen der französischen 1. leichten Kavalleriedivision bis hinter Zeddenick zurück. Dahinter formierte sich jedoch die Masse dieser Division, die aus dem 7e régiment de chevau-légers lanciers, dem 8e régiment de hussards, dem 9. Polnischen Regiment und kleineren Teilen der Chasseur-Regimenter 3, 13, 19 und 22 bestand. Diese wurden durch eine Batterie Artillerie unterstützt und in einiger Entfernung standen bei Nedlitz drei Infanterie-Bataillone. Vor dieser Stellung lag ein breiter Graben.
Dagegen gingen die preußischen Husaren und das Dragoner-Regiment unter General von Oppen zum gemeinsamen Angriff über, wobei sie von einer halben Batterie unterstützt wurden. Nach kurzem Kampf flohen die drei französischen Regimenter vom Schlachtfeld. Es waren diese Regimenter, welche später noch einen Angriff auf die Truppen der Brigade Borstell und Berg bei Vehlitz führten und dort schließlich aufgerieben wurden. General von Oppen verfolgte die fliehenden gegnerischen Truppen in Richtung Nedlitz und kehrte erst nach Einbruch der Dunkelheit nach Zeddenick zurück.

## Folgen

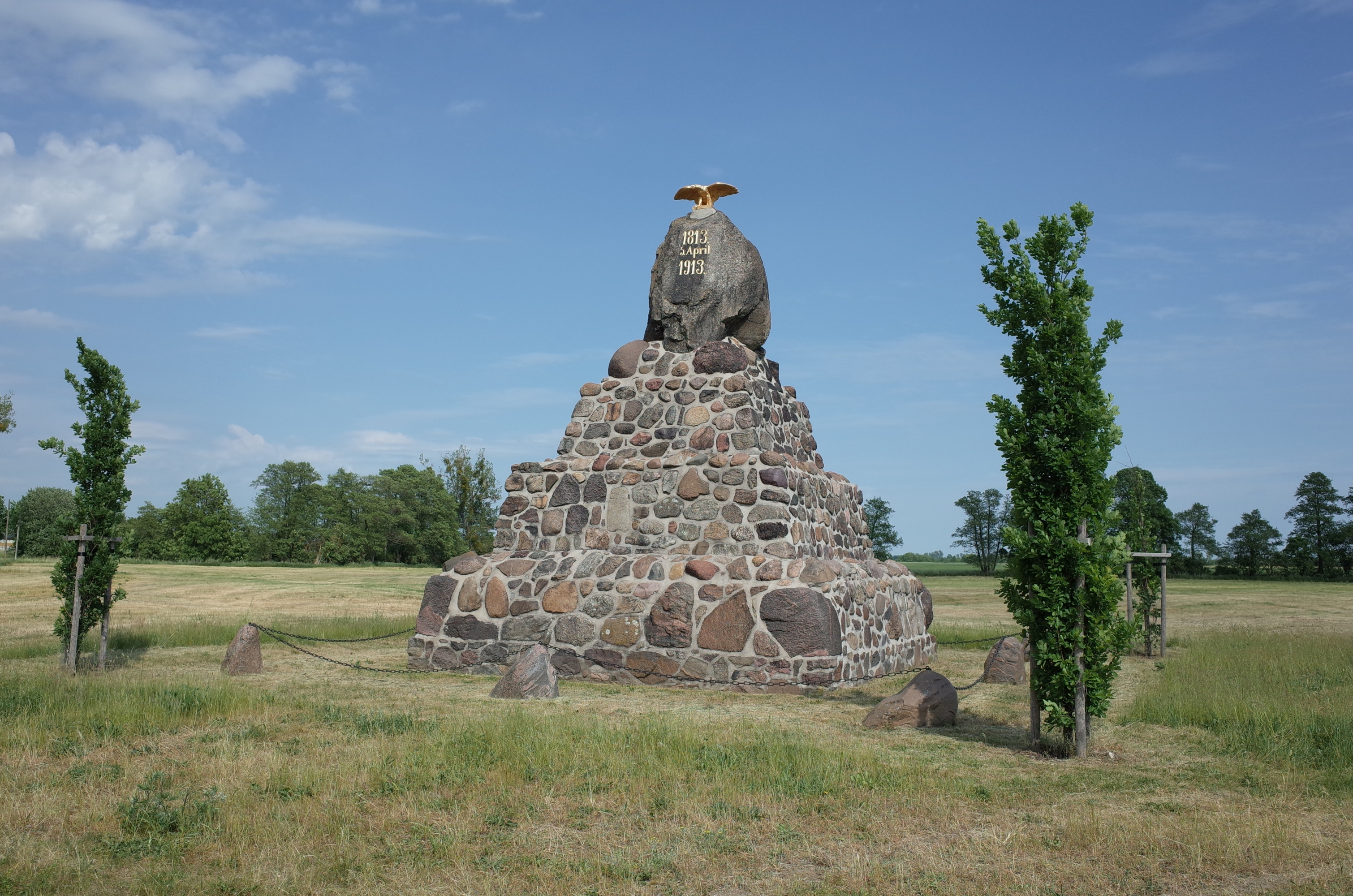
Denkmal an die Gefechte vom 5. April 1813 in Vehlitz

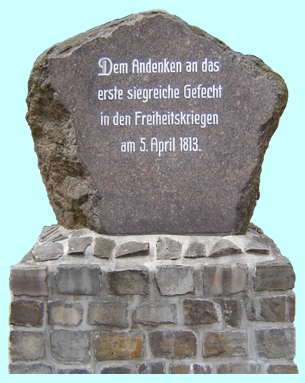
Gedenkstein in Dannigkow

Während der Kämpfe hatten die Alliierten etwa 500–600 Mann durch Tod oder Verwundung verloren. Die französischen Verluste sind schlecht überliefert. Eugène selbst sprach in seinem Bericht von etwa 900 Mann, von denen 100 in Gefangenschaft geraten sein sollen. Nach alliierten Angaben sollen die Franzosen jedoch bis zu 2200 Mann und ein Geschütz verloren haben. Davon sollen 38 Offiziere und 900 Soldaten in Gefangenschaft geraten sein. Graf von Wittgenstein dachte daran, den Angriff am folgenden Morgen mit versammelten Kräften und mehr Koordination zu erneuern, doch bereits in der Nacht zog sich Eugène nach Magdeburg zurück. Am folgenden Tag ging er über die Elbe und zerstörte hinter sich alle Brücken. Wahrscheinlich hatte ihn die Nachricht vom Flussübergang der Armee Blüchers bei Roßlau erreicht und so hatte er sich entschieden, den Kampf vorzeitig abzubrechen, um nicht selbst später abgeschnitten zu werden. Dieser Entschluss Eugènes traf später auf Kritik: „Er hatte damit die günstigste Gelegenheit, über die getrennt anmarschierenden Kolonnen des Gegners mit Übermacht herzufallen, versäumt, nur Teilkräfte ins Gefecht gebracht und so die Möglichkeit, durch einen glänzenden Erfolg den gesunkenen Mut seiner Truppen zu heben, unbenutzt gelassen.“ Eugène selbst rechtfertigte sich damit, er habe nicht „alles aufs Spiel setzen wollen“, bevor sich ihm nicht eine günstige Gelegenheit bot.
Doch auch auf alliierter Seite musste man sich der Kritik stellen. Am 6. April schrieb General von Bülow an seine Ehefrau nach Berlin:

„Der Erfolg würde noch ganz anders gewesen sein, wenn man sich nicht so sehr übereilt und, statt gestern nachmittag anzugreifen, den heutigen Morgen erwartet hätte, wie es eigentlich der Graf Wittgenstein befohlen. Die Schuld des übereilten Angriffs wird nun Hünerbein aufgebürdet.“

Hünerbein reagierte in seinem Bericht auf die Anschuldigungen:

„Ich bekenne mich auf Neue zu der Schuld, ein Gefecht mit so wenigen Truppen gegen den Willen des commandirenden Generals unternommen zu haben; allein von der Schuld eines vorsätzlichen Ungehorsames darf ich mich dreist freisprechen. Die Betrachtung, daß sehr viel darauf ankam, gegen den neuen Feind unter den Augen des neuen Alliierten den ersten Schlag glücklich zu schlagen […] ließ dies klein angefangene Gefecht mich hartnäckig fortsetzen.“

Tatsächlich hatten die Rügen keine ernsthaften Konsequenzen für Hünerbein. Er erhielt ganz im Gegenteil noch das Eiserne Kreuz für seine Leistungen im Gefecht bei Dannigkow.
Bei der Wehrmacht wurde eine Infanterie-Division nach dem Ort der Gefechts benannt.

## Bedeutung
Die Gefechte bei Möckern waren nach dem ebenfalls erfolgreichen Gefecht bei Lüneburg am 2. April 1813 die ersten größeren Kampfhandlungen in den Befreiungskriegen. Zwar hatte Eugène die Gelegenheit verpasst, seine numerische Überlegenheit auszuspielen und die Armee Wittgensteins einzeln zu schlagen. Doch der strategische Zweck der von Napoleon empfohlenen Offensivstellung war letztlich erfüllt worden, denn Wittgenstein hatte sich vorerst nicht mit der Armee Blüchers vereinigen können. Stattdessen hatte er einige Tage verloren, in denen er erst die drohende Stellung Eugènes ausschalten musste. Abgesehen von diesem strategisch nachteiligen Effekt wirkte sich der Sieg in diesen Kampfhandlungen vor allem vorteilhaft auf die Moral der alliierten Truppen aus:

„So wurde der Tag von Möckern weit über seine eigentliche Bedeutung hinaus zu einem Ereignis, das überall die froheste Hoffnung auf die Zukunft weckte und der Waffenbrüderschaft zwischen Preußen und Russen den erste festen Halt verlieh.“

Selbst ein französischer Historiker schrieb später über den Effekt des Gefechtes:

„Wittgenstein berichtete, und war auch jedenfalls des Glaubens, daß Eugen auf dem Marsche nach Berlin begriffen gewesen und durch den Sieg von Möckern daran gehindert worden wäre. In Berlin schoß man Victoria, während in den Kirchen Dankfeste gehalten wurden; allerorten feierte man den Ruhm der Vaterlandsverteidiger und ihrer Bundesgenossen, den Russen, überall wuchs die Begeisterung der Bürger und Soldaten.“

## Gedenkstätten
In verschiedenen Orten wurden zu dieser Schlacht ein Kriegerdenkmal errichtet.
- Gedenkstein bei Ladeburg
- Kriegerdenkmal in Dannigkow
- Kriegerdenkmal in Möckern
- Kriegerdenkmal in Vehlitz